# الجريبات (الصومعة)

تعديل مصدري - تعديل

الجريبات هي إحدى قرى عزلة القيسين بمديرية الصومعة التابعة لمحافظة البيضاء، بلغ تعداد سكانها 75 نسمة حسب تعداد اليمن لعام 2004.